# Bobby Baldwin
Bobby Baldwin (Tulsa, 1950) è un giocatore di poker e dirigente di casinò statunitense.
Quando Baldwin vinse il Main Event delle World Series of Poker 1978 divenne il più giovane vincitore della storia (questo particolare primato passò poi a Stu Ungar dopo le WSOP 1980, a Phil Hellmuth nel 1989, a Peter Eastgate nel 2008 e Joe Cada nel 2009).
Vanta 4 braccialetti WSOP, conquistati dal 1977 al 1979.
Nel 2003 è stato inserito nel Poker Hall of Fame.
Nel 1982 fu consulente del casinò Golden Nugget di Las Vegas, e nel 1984 ne fu nominato presidente. Fu scelto per dirigere il The Mirage nel 1987 e venne nominato presidente del casinò e hotel Bellagio nel 1998. Nel periodo tra il 1999 ed il 2000 fu anche il direttore finanziario del Mirage Resorts alle dipendenze di Steve Wynn; nel 2000, in seguito alla fusione di Mirage Resorts e MGM Grand, divenne amministratore delegato del Mirage Resorts, società controllata di MGM Mirage.
Nel 2005, dopo l'acquisizione del Mandalay Resort Group da parte di MGM Mirage, Baldwin divenne amministratore delegato e presidente dell'annunciato Project City Center, seppur mantenendo il proprio ruolo direttivo in Mirage Resorts. Baldwin ora supervisiona altri resort provenienti dal rilevamento del Mandalay Resort Group.
Oltre al poker, Baldwin è anche conosciuto come un giocatore di biliardo di fama mondiale. Bobby ed il suo stile di gioco sono l'argomento principale di un libro intitolato Bobby Baldwin's Winning Poker Secrets, scritto da Mike Caro.  Baldwin stesso ha pubblicato molti articoli sul poker e ha scritto una parte del Super System di Doyle Brunson. Il suo libro Tales Out of Tulsa, una guida al poker per principianti, fu pubblicato nel 1985.
Anche oggi, si può qualche volta trovare Bobby giocare poker al Bellagio insieme ad altri giocatori di fama mondiale. La zona della sala da poker del Bellagio dove si gioca a limiti alti è definita "Bobby's Room," in suo onore.
Fino al 2011, le sue vincite totali da tornei live superano i 900.000$; i suoi 16 piazzamenti a premi alle WSOP ne costituiscono una larga parte, precisamente 634.811$ .

## Braccialetti alle World Series of Poker
| Anno | Torneo                                      | Premio (US$) |
| ---- | ------------------------------------------- | ------------ |
| 1977 | $5,000 Seven-Card Stud                      | $44,000      |
| 1977 | $10,000 Deuce to Seven Draw                 | $80,000      |
| 1978 | $10,000 No Limit Hold'em World Championship | $210,000     |
| 1979 | $10,000 Deuce to Seven Draw                 | $90,000      |